# BMD-20

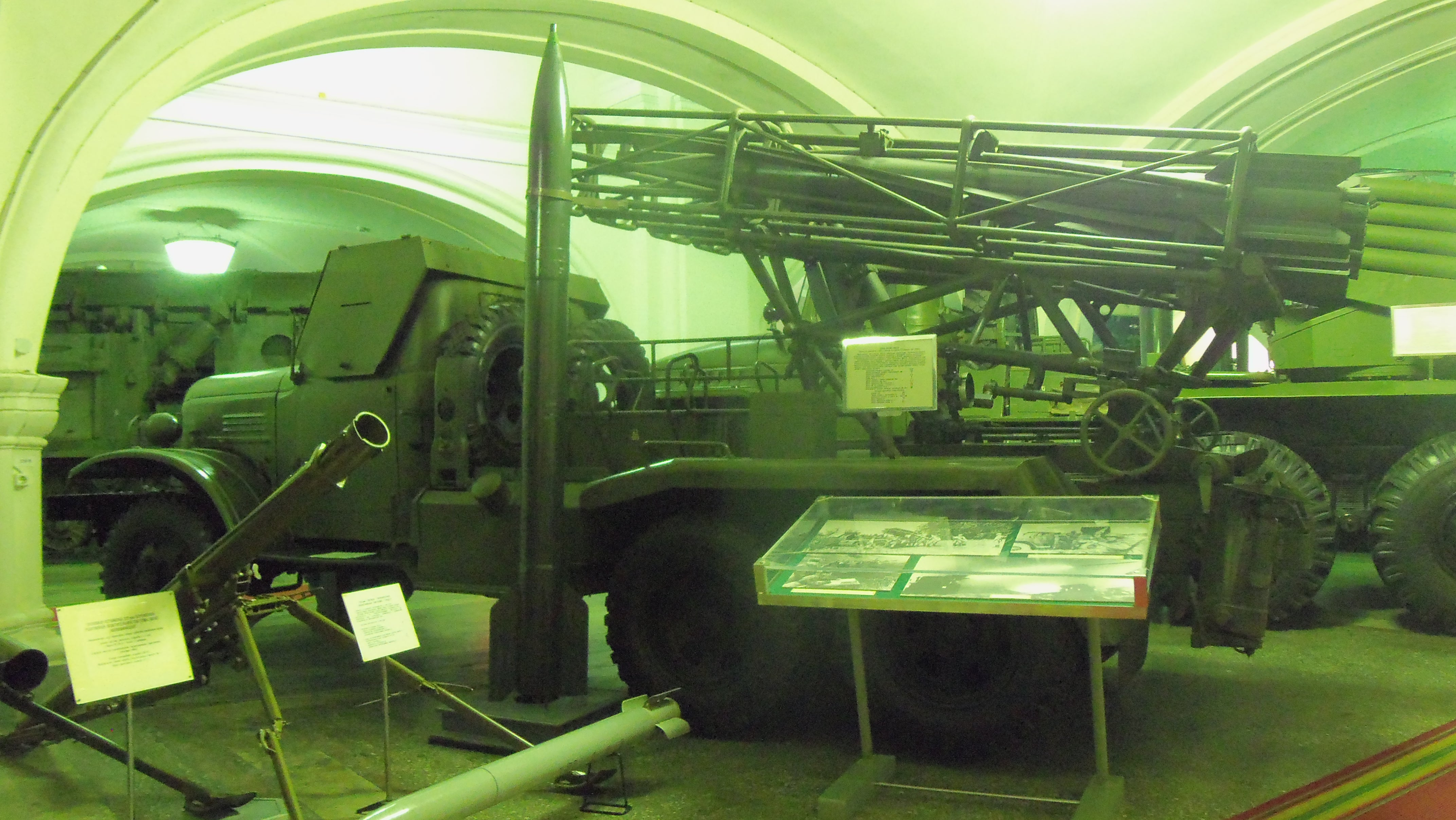
BMD-20

Der BMD-20 ist ein Mehrfachraketenwerfersystem der Sowjetunion. Der GRAU-Index lautet 8U33. Die Raketen heißen „MD-20F (53-F-951)“.

## Entwicklung
Das System wurde in den späten 1940er Jahren vom GSKB Spetzmasch unter Leitung von W.P. Barmin entwickelt. Der BMD-20 wurde 1951 bei den sowjetischen Landesstreitkräften eingeführt. Bei den sowjetischen Streitkräften wurde das System Mitte der 1970er Jahre ausgesondert und durch den leistungsstärkeren BM-27 ersetzt.

## Technik
Auf dem dreiachsigen Lkw „ZIS-151“ war ein Werferrahmen mit 4 Raketen des Kalibers 200 mm montiert. Ein Raketenwerfer war in der Lage alle 4 Raketen in 6 Sekunden zu verschießen. Das Nachladen eines leergeschossenen Werfers dauerte 6–10 Minuten. Die Raketen besaßen eine große Streuung und eigneten sich daher nur zur Bekämpfung von Flächenzielen.

## Raketen
Die MD-20F-Raketen wurden von Feststoff-Treibstoff angetrieben. Die Raketen verfügten über ein Heckleitwerk mit vier festen Leitflächen und waren drallstabilisiert. Ein leichter Drall wurde der Rakete beim Start durch den leicht verwundenen Werferrahmen gegeben. Die Raketen besaßen bei einer Brennschlussgeschwindigkeit von 535 bis 590 m/s eine max. Schussdistanz von 18,75 km. Eine Rakete wog 194 kg, wovon 30,08 kg auf den Splittergefechtskopf entfielen. Der Sprengkopf erzeugte beim Einschlag einen Krater von 6,0 m Durchmesser mit einer Tiefe von 3,1 m.

### Technische Daten Raketen
| System                 | BMD-20 / 8U33                 |
| ---------------------- | ----------------------------- |
| Rakete                 | MD-20F                        |
| Hersteller             | GSKB Spetzmasch               |
| Antrieb                | Feststoff-Raketentriebwerk    |
| Treibstoff             | Nytroglykolpulver             |
| Brennzeit Raketenmotor | 5,6 Sekunden                  |
| Geschwindigkeit        | 535–590 m/s                   |
| Länge                  | 3,04 m                        |
| Rumpfdurchmesser       | 200 mm                        |
| Gewicht                | 194 kg                        |
| Sprengkopf             | 30,08 kg Splittergefechtskopf |
| max. Schussdistanz     | 18,75 km                      |

## Verbreitung
- Äthiopien – 20 Fahrzeuge,[1] nicht mehr im Einsatz
- Kuba – 20 Fahrzeuge,[1] nicht mehr im Einsatz
- Sowjetunion – unbekannte Anzahl, nicht mehr im Einsatz
- Nordkorea – 200 Fahrzeuge,[1] im Einsatz